# Harris, Iowa
Harris är en ort i Osceola County i delstaten Iowa, USA.